# Spilosoma rubidus
Spilosoma rubidus är en fjärilsart som beskrevs av John Henry Leech 1880. Spilosoma rubidus ingår i släktet Spilosoma och familjen björnspinnare. Inga underarter finns listade i Catalogue of Life.